# Bramley Military Camp
Bramley Military Camp är en militärbas i Storbritannien.   Den ligger i grevskapet Hampshire och riksdelen England, i den södra delen av landet, 70 km väster om huvudstaden London. Bramley Military Camp ligger 60 meter över havet.
Terrängen runt Bramley Military Camp är huvudsakligen platt. Bramley Military Camp ligger nere i en dal. Runt Bramley Military Camp är det ganska tätbefolkat, med 248 invånare per kvadratkilometer. Närmaste större samhälle är Reading, 16,6 km norr om Bramley Military Camp. Runt Bramley Military Camp är det i huvudsak tätbebyggt.